# Gare d'Ochre River
La  gare d'Ochre River est située à Ochre River (en) dans la province du Manitoba au Canada. Elle est desservie par Via Rail Canada. 
C'est une gare sans personnel et sans bâtiment. Il y a trois trains par semaine, dans chaque direction.